# Anastoechus meridionalis
Anastoechus meridionalis är en tvåvingeart som beskrevs av Mario Bezzi 1912. Anastoechus meridionalis ingår i släktet Anastoechus och familjen svävflugor. Inga underarter finns listade i Catalogue of Life.